# Rhynchospora ebracteata
Rhynchospora ebracteata là loài thực vật có hoa trong họ Cói. Loài này được (Standl.) H.Pfeiff. miêu tả khoa học đầu tiên năm 1921.